# Eunidia auricollis
Eunidia auricollis là một loài bọ cánh cứng trong họ Cerambycidae.